# Валі (син Локі)
Валі — один із синів Локі, що згадується в германо-скандинавській міфології та описаний в прозовій Едді (50 розділ) Сноррі Стурлусона. Від другої дружини Локі Сігюн в нього народжуються двоє синів — Валі та Нарві.
Після смерті Бальдра, боги переслідували  Локі  та схопили його у водоспаді Франангер, де він ховався у подобі лосося. Підступного бога зв'язують та ув'язнюють у печері. Аси взяли три плоских камені, поставили їх ребром та зробили отвір у кожному. Потім боги захопили синів Локі Валі та Нарві. Обернули аси Валі на вовка та нацькували на свого брата. Вовк безжально розірвав Нарві. Тоді взяли його кишки та прив'язали ними Локі до трьох каменів. 
Про Валі, сина Локі більше згадок немає. 
У «Пророцтві вельви» також згадується ім'я Валі, однак, це не був син Локі, і навряд чи син Одіна, скоріше невідомий бог. В оригіналі початок звучить  «Þá kná Vála | vígbǫnd snúa», та згодом Vála замінено на Vali. Оскільки Валі, син Одіна мав зовсім інше призначення, а саме помститися за смерть Бальдра, то навряд чи він зв'язував би Локі. Але на цьому місці строфа Hauksbók переривається, тому науковці схиляються до думки, що Сноррі дотримувався усної традиції.
Існує версія, що Сноррі Стурлусон інтерпретував рукопис Vála vígbǫnd по-своєму, вигадавши ще одного бога на ім'я Валі.